# Eucalyptus racemosa
Eucalyptus racemosa är en myrtenväxtart som beskrevs av Antonio José Cavanilles. Eucalyptus racemosa ingår i släktet Eucalyptus och familjen myrtenväxter. Inga underarter finns listade i Catalogue of Life.

## Bildgalleri

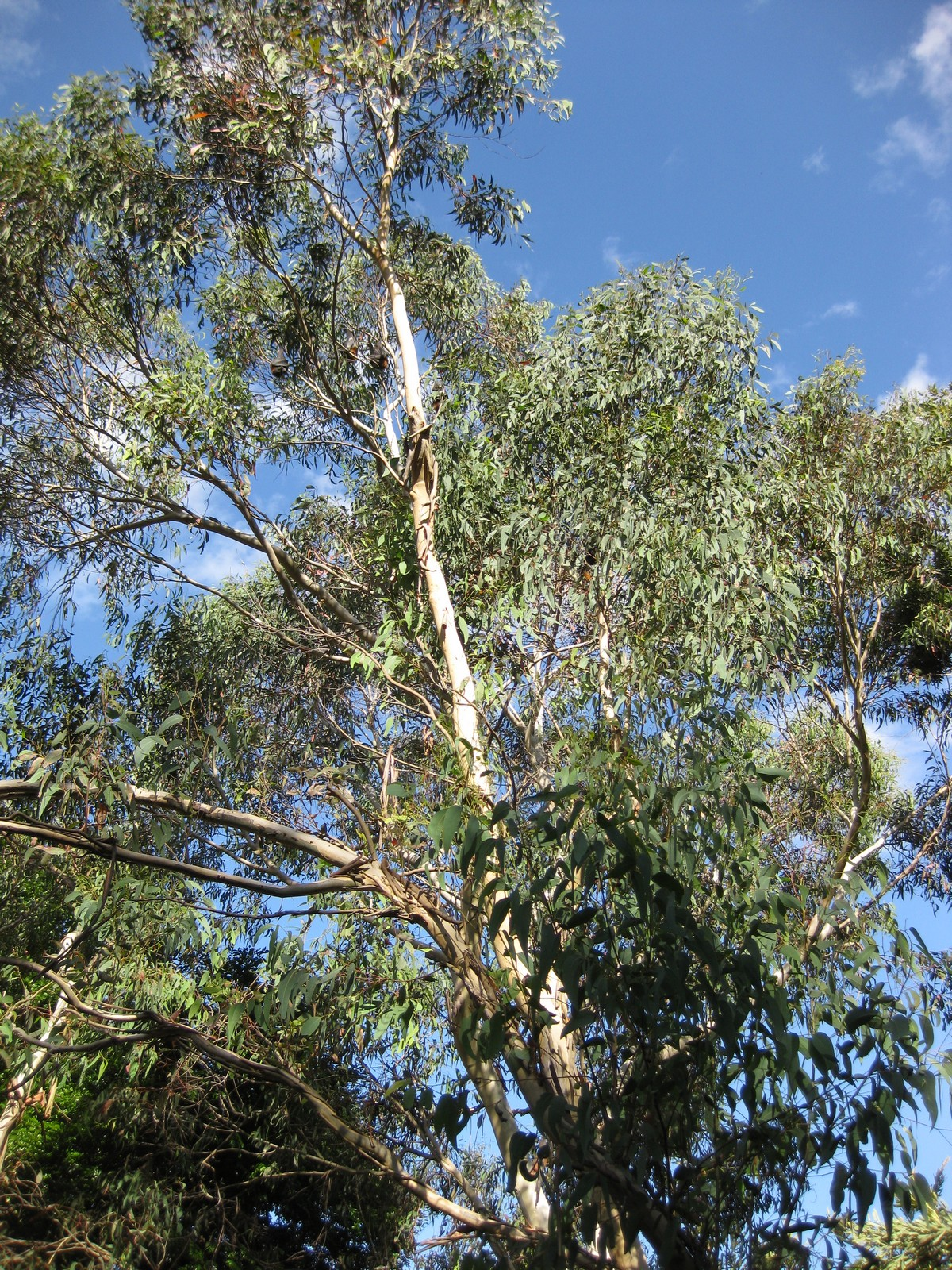
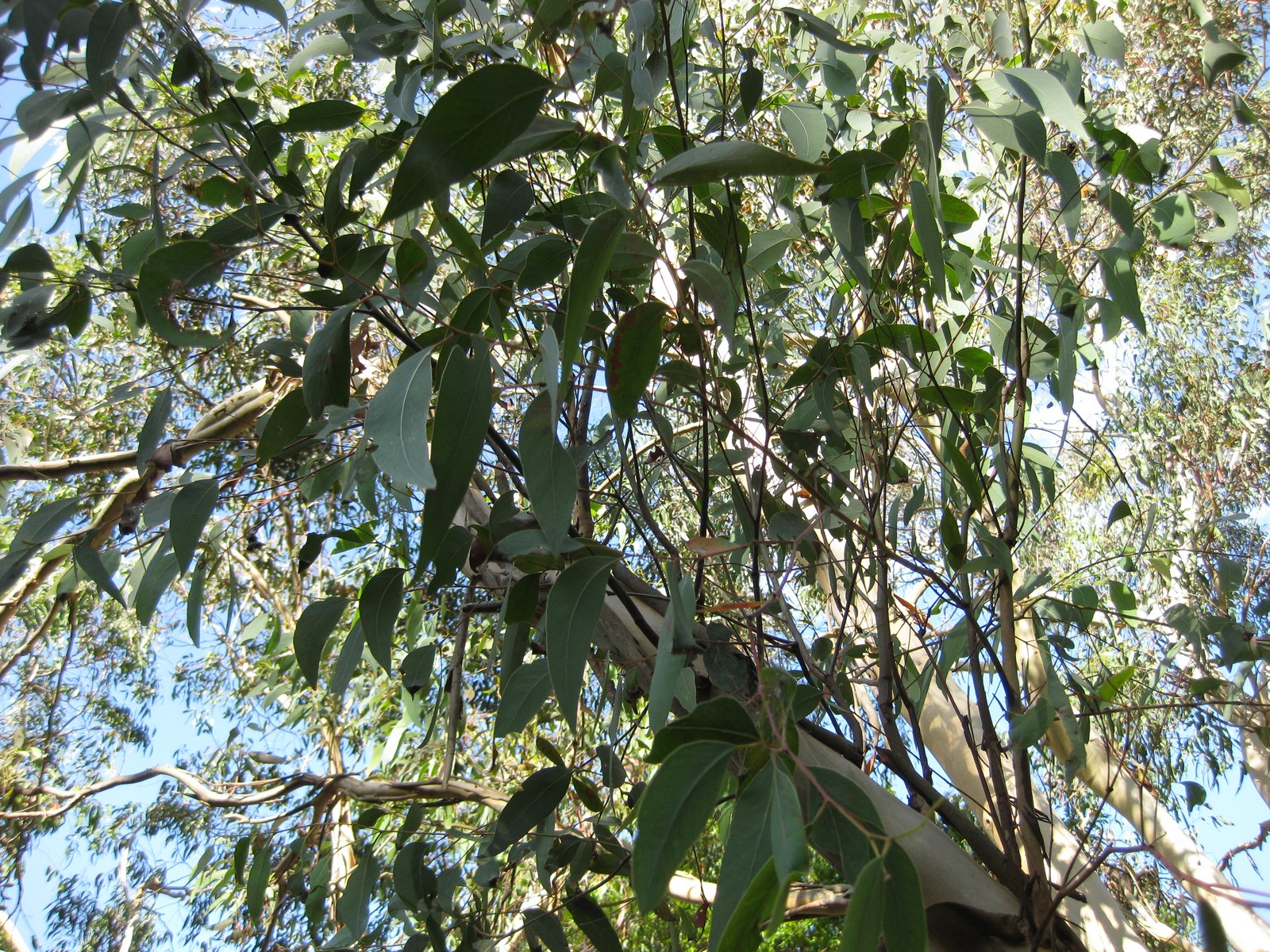
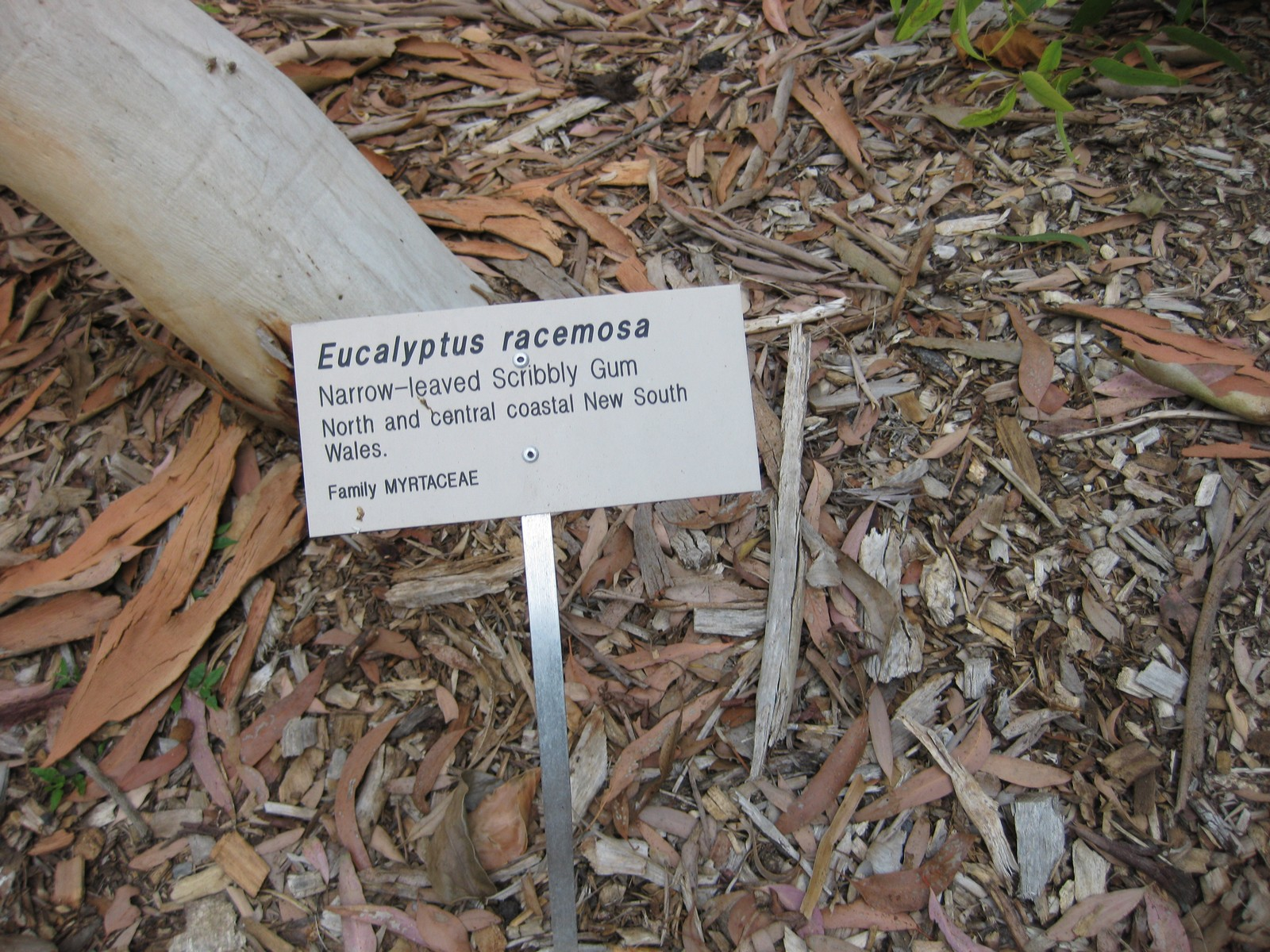